# Борисов, Юрий Николаевич (литературовед)
Ю́рий Никола́евич Бори́сов (род. 5 февраля 1949, Саратов) — российский литературовед, кандидат филологических наук (1979), доцент (1983), с 1996 года — профессор СГУ им. Н. Г. Чернышевского, с 1998 по 2015 г.  — заведующий кафедрой истории русской литературы и фольклора, с 2015 — заведующий кафедрой русской и зарубежной литературы Института филологии и журналистики СГУ им. Н. Г. Чернышевского, с 2002 — профессор Саратовской консерватории им. Л. В. Собинова и доцент кафедры истории музыки. С 1993 по 1998 г. работал в составе научно-методического совета по филологии Учебно-методического объединения университетов России, член Президиума Головного совета по филологическим наукам Министерства образования Российской Федерации. Учёный секретарь диссертационного совета по присуждению ученой степени доктора филологических наук при СГУ им. Н. Г. Чернышевского. С 2011 г. преподает в Саратовском институте повышения квалификации и переподготовки работников образования.

## Научная и преподавательская деятельность
В сфере научных интересов Ю. Н. Борисова:
- история русской литературы XVIII—XX веков;
- история русской комедиографии XVIII—XIX веков;
- история русской поэзии XIX—XX веков;
- вопросы творчества А. С. Грибоедова;
- вопросы творчества М. Е. Салтыкова-Щедрина;
- взаимодействие литературы и музыки в поэтике словесно-художественного произведения;
- музыкальная культура;
- театральные интерпретации русской классики;
- проблемы филологического образования.

В разные годы Юрий Николаевич Борисов читал курсы лекций по истории русской литературы XVIII—XIX веков, специальные курсы «Грибоедов и русская литература», «„Горе от ума“ в контексте литературных связей», «Русская классическая литература и музыка», «Анализ литературного произведения в свете проблемы взаимодействия искусств». Под его руководством в Институте филологии и журналистики работает спецсеминар «Русская театральная словесность XVIII—XXI веков».
Борисов Ю. Н. — автор ряда научных работ. Он участвовал в подготовке проекта Государственных стандартов высшего филологического образования РФ.
Под редакцией Ю. Н. Борисова изданы межвузовские сборники научных трудов «Филология» (пять выпусков, 1996—2000 гг.), собрания трудов выдающихся ученых-педагогов СГУ Т. М. Акимовой (2001) и А. П. Скафтымова (2007, 2008).
Ему принадлежат комментарии в 2-томном издании литературной критики Н. Г. Чернышевского, предисловия и примечания к книгам А. А. Ахматовой, Н. А. Некрасова, А. И. Куприна, И. Ильфа и Е. Петрова, В. Шекспира, вступительных статей и комментариев к работам Т. М. Акимовой, А. П. Скафтымова, В. К. Архангельской, статьи в авторитетных энциклопедиях и словарях, например, «Русские писатели: биобиблиографический словарь».
Юрий Николаевич — автор монографий, посвящённых творчеству А. С. Грибоедова, М. Е. Салтыкова-Щедрина, статей о творчестве А. С. Пушкина, А. П. Чехова, М. А. Булгакова. Из-под его пера вышла книга, рекомендованная во всех школьных учебниках по русской литературе: «„Горе от ума“ и русская стихотворная комедия : (у истоков жанра)» (Саратов, 1978).

## Культурно-просветительская деятельность
Юрий Николаевич Борисов выступает с лекциями и беседами в саратовских школах, гимназиях, лицеях, библиотеках, музеях, театрах, в симфонических и камерных программах саратовских музыкантов. Неизменный участник и соорганизатор заседаний литературно-художественного клуба «Наследие» в ЗНБ СГУ. Участник и организатор Научных чтений, посвященных памяти литературоведа, доктора филологических наук, профессора СГУ им. Н. Г. Чернышевского Е. И. Покусаева. В 1990-е гг. Борисов — неизменный ведущий литературно-музыкальных «Филологических суббот» в Областном доме науки и искусства (Саратов).